# San Giovanni in Oleo
San Giovanni in Oleo, även benämnd Oratorio di San Giovanni in Oleo, är en kyrkobyggnad i Rom, helgad åt evangelisten Johannes. Den är belägen vid Via di Porta Latina i Rione Celio, alldeles innanför Porta Latina. Tillnamnet ”Oleo” åsyftar en legend, första gången beskriven av Tertullianus i De praescriptione haereticorum. Enligt denna legend befallde ståthållaren i Efesus, att Johannes skulle offra åt de hedniska gudarna. Då Johannes vägrade, blev han fängslad och på kejsar Domitianus befallning förd till Rom för rättegång. Där lät man nedsänka Johannes i en stor kittel med kokande olja. Han undslapp dock helt oskadd från denna. På platsen för denna händelse uppfördes senare en kyrka.
Enligt Legenda aurea tvingade man även Johannes att tömma en kalk med gift, men giftet förvandlades då till en liten orm som slingrade ut ur kalken.
San Giovanni in Oleo tillhör numera den närbelägna kyrkan San Giovanni a Porta Latina.

## Historia
På platsen uppfördes ett litet kapell på medeltiden, men den exakta tidpunkten är höljd i dunkel. Enligt en källa byggdes det under 400-talet. Ärkebiskop Ado av Vienne nämner platsen i sitt verk Martyrologium från cirka år 870: ”S. Ioannis Apostoli quando ante Portam Latinam in ferventis oleo dolium missus est”. Själva kapellet nämns i ett dokument från påve Bonifatius VIII:s pontifikat (1294–1303).
Den nuvarande byggnaden uppfördes 1509 på uppdrag av fransmannen Benoît Adam, ledamot av Rota Romana. Forskare antog tidigare att arkitekten var Donato Bramante, men numera tror man att Antonio da Sangallo den yngre ritade kapellet. År 1658 restaurerades kapellet av Francesco Borromini, som gav interiören ny dekoration och ritade en ny kupol. Beställare var Francesco Paolucci, som var kardinalpräst av San Giovanni a Porta Latina. Lazzaro Baldi, elev till Pietro da Cortona, utförde interiörens fem fresker år 1658. En genomgripande restaurering genomfördes under påve Clemens XI år 1716.

## Exteriör
Den oktogonala byggnadens ytterväggar är i orange färg, medan dess hörn har doriska pilastrar i mörkgrått. Kapellet har två portaler, ställda mittemot varandra. Ovanför den portal som vetter mot Roms stadskärna sitter Benoît Adams släktvapen med inskriptionen AV PLAISIR DE DIEV. Ovanför denna står dedikationsinskriften vilken nämner Adam och påve Julius II:
Ovanför denna finns ytterligare en inskrift, vilken hugfäster minnet av Clemens XI:s restaurering år 1716.
Portalen mot stadsporten Porta Latina har en inskription som erinrar om restaureringen som beställdes av kardinal Paolucci under påve Alexander VII:s pontifikat (1655–1667).
Över denna sitter Alexander VII:s vapen med ett tredelat bergmotiv och åttuddad stjärna.
Kupolen har en tambur med en fris smyckad med omväxlande palmetter och rosor; det sistnämnda motivet ingår i kardinal Paoluccis vapen. Den med tegel täckta kupolen kröns av desmeknoppar uppburna av akantusblad. Denna borrominiska skapelse avslutas med ett kors.

## Interiör
Den oktogonala interiören har ett fristående altare och fresker på fem av väggarna. De övriga tre väggarna upptas av kapellets två dörrar och dess enda fönster. Över dörren som vetter in mot staden sitter en inskriptionsplatta med poemet som skildrar Johannes prövning:
Över den motstående dörren sitter en dedikationsinskrift som nämner kardinal Paolucci och årtalet 1658:
De fem freskerna framställer i tur och ordning: Den helige Johannes döms till döden, Den helige Johannes förs till sin avrättning, Den helige Johannes nedsänks i en kittel med kokande olja, Den helige Johannes tvingas dricka giftbägaren och Den helige Johannes i exil på ön Patmos.

## Liturgi
Händelsen med evangelisten Johannes och kitteln med kokande olja firades tidigare av Romersk-katolska kyrkan den 6 maj med namnet Johannes ante Portam Latinam, ”Johannes framför Latinska porten”.

## Bilder
| - Den helige Johannes och giftbägaren. Målning av Alonso Cano från 1635–1637. - Den helige Johannes nedsänks i en kittel med kokande olja. Målning av Lazzaro Baldi från 1658. - Porta Latina med San Giovanni in Oleo. Gravyr av Luigi Rossini från år 1823. - Portalen som vetter in mot staden. - Portalen som vetter mot Porta Latina. - Detalj av kupoltamburens fris. |